# جون آستون
جون آستون (John Aston) (مواليد 3 سبتمبر 1921) هو لاعب كرة قدم. يلعب مع منتخب إنجلترا لكرة القدم. سبق له أن لعب في كأس العالم لكرة القدم مع منتخب بلاده.

## مسيرته الكروية
لعب جون آستون خلال مسيرته الاحترافية مع نادِ واحدٍ في ثمانية مواسم وسجل خلالها 29 هدفًا ضمن 253 مباراة. حيث فاز في موسمين بالكأس وفي موسم واحد بالدوري.
خاض جون آستون مسيرته مع نادي مانشستر يونايتد في موسم 1946–47 ليلعب معه ثمانية مواسم، مشاركًا في 253 مباراة سجل خلالها 29 هدفًا.

## وصلات خارجية
- جون آستون على موقع قاعدة بيانات كرة القدم.إي يو (الإنجليزية)
- جون آستون على موقع ناشيونال فوتبول تيمز (الإنجليزية)